# Joseph Kosinski
Joseph Kosinski (ur. 3 maja 1974 w Marshalltown) – amerykański reżyser i producent filmowy, scenarzysta i grafik komputerowy pochodzenia polskiego.

## Życiorys
Po ukończeniu architektury w latach 90. w GSAPP, zaczął tworzyć filmy krótkometrażowe w grafice komputerowej. Dzięki pasji został zauważony przez reżysera Davida Finchera. Kosinski został przekonany do przeprowadzki do Los Angeles, gdzie pracował w Anonymous Content, zajmując się pracą nad spotami i reklamami telewizyjnymi w grafice komputerowej dla Nike, Apple Inc., Nintendo oraz producentów samochodów. W 2005 napisał Oblivion, rysunkowe opowiadanie dla Radical Books. Został zaproszony do współpracy z Warner Bros.
W 2010 wyreżyserował sequel filmu Tron z 1982 roku pod tytułem Tron: Dziedzictwo.

## Filmografia
| Rok  | Tytuł                                | Reżyser | Scenarzysta | Producent |
| ---- | ------------------------------------ | ------- | ----------- | --------- |
| 2010 | Tron: Dziedzictwo                    | T       |             |           |
| 2013 | Niepamięć                            | T       | T           | T         |
| 2017 | Tylko dla odważnych (Only the Brave) | T       |             |           |
| 2022 | Top Gun: Maverick                    | T       |             |           |
| 2022 | Pajęcza Głowa                        | T       |             |           |
| 2025 | F1                                   | T       |             | T         |